# Omid Popalzay
Omid Popalzay (* 25. Januar 1996 in Kabul) ist ein niederländisch-afghanischer Fußballspieler. Zurzeit steht er beim belgischen Drittligisten KVC Sint-Eloois-Winkel Sport unter Vertrag und ist aktueller afghanischer A-Nationalspieler.

## Karriere

### Verein
Popalzay kam am 25. Januar 1996 als Sohn ethnischer Paschtunen in der afghanischen Hauptstadt Kabul zur Welt und zog im Kindesalter in die Niederlande. Seine Karriere begann er beim Provinzverein SV Estria, bevor er in die Jugend von NEC Nijmegen wechselte. Hier durchlief er die Jugendmannschaften bis zur A-Jugend. Bereits als B-Junior debütierte Popalzay in der zweiten Mannschaft von Nijmegen, als er am 8. April 2013 (17. Spieltag) beim 1:0-Sieg gegen RKC Waalwijk II in der Beloften Eredivisie eingesetzt wurde. Insgesamt kam er bis 2015 zu elf Einsätzen bei den NEC-Amateuren und konnte ein Tor erzielen. Zur Saison 2015/16 wechselte der offensive Mittelfeldspieler zu Achilles ’29 in die Eerste Divisie. Zunächst für die zweite Mannschaft vorgesehen, die in der Beloften Eredivisie spielte, kam er ab September 2015 auch in der ersten Mannschaft zum Einsatz, erstmals am 11. September 2015 (6. Spieltag) bei der 0:3-Niederlage gegen Sparta Rotterdam. Auch in der Saison 2016/17 spielte er in beiden Mannschaften. Nach dem Abstieg in die Tweede Divisie blieb Popalzay zunächst im Verein, nachdem der Verein sich aber auch in der dritten Liga akut in Abstiegsgefahr befand, wechselte er in der Winterpause 2017/18 ligaintern zum FC Lienden. Nachdem er ein halbes Jahr ohne Verein war, schloss Popalza sich im Januar 2019 den Adelaide Comets in Australien an. Zur Saison 2019/20 wechselte er nach Belgien zum Drittligisten KVC Sint-Eloois-Winkel Sport.

### Nationalmannschaft
Erstmals für die A-Nationalmannschaft Afghanistans wurde Popalzay im Oktober 2015 für die WM-Qualifikationsspiele gegen Singapur und Syrien nominiert. Er debütierte  bei der 0:1-Niederlage gegen Singapur am 8. Oktober 2015. Popalzay wurde von Nationaltrainer Petar Šegrt für die Südasienmeisterschaft 2015 nominiert. Während des Turniers kam er zu vier Einsätzen und schoss beim 4:1-Sieg gegen die Malediven zwei Tore, darunter ein Freistoßtor zur zwischenzeitlichen 2:1-Führung. Am Ende belegte man den zweiten Platz nach der 1:2-Finalniederlage gegen Indien.

## Erfolge
- Vize-Südasienmeister: 2015